# Quincoces de Yuso
Quincoces o Quincoces de Yuso, para diferenciarlo de su aldea o despoblado de Quincoces de Suso, es una localidad situada en la provincia de Burgos, comunidad autónoma de Castilla y León (España), comarca de Las Merindades, partido judicial de Villarcayo, ayuntamiento de Valle de Losa.

## Datos generales
La localidad más poblada del municipio está situada 2 km al oeste del ayuntamiento situado en el paraje conocido como El Cañón, cruce de caminos. En el valle del río Jerea, junto a la localidad de Calzada. Este río nace en la Sierra Carbonilla, junto a la localidad de Relloso, en la divisoria entre las cuencas mediterránea y cantábrica. Afluente del Ebro en su margen izquierda a la altura de Cillaperlata. Código Postal 09510.

## Comunicaciones
- Carretera: Acceso desde la autonómica BU-522, que partiendo de la carretera N-629, a la altura de la localidad de El Ribero, conecta con la también autonómica BU-556, que atravesando la localidad de Berberana, continúa hasta el límite provincial con Álava.

## Situación administrativa

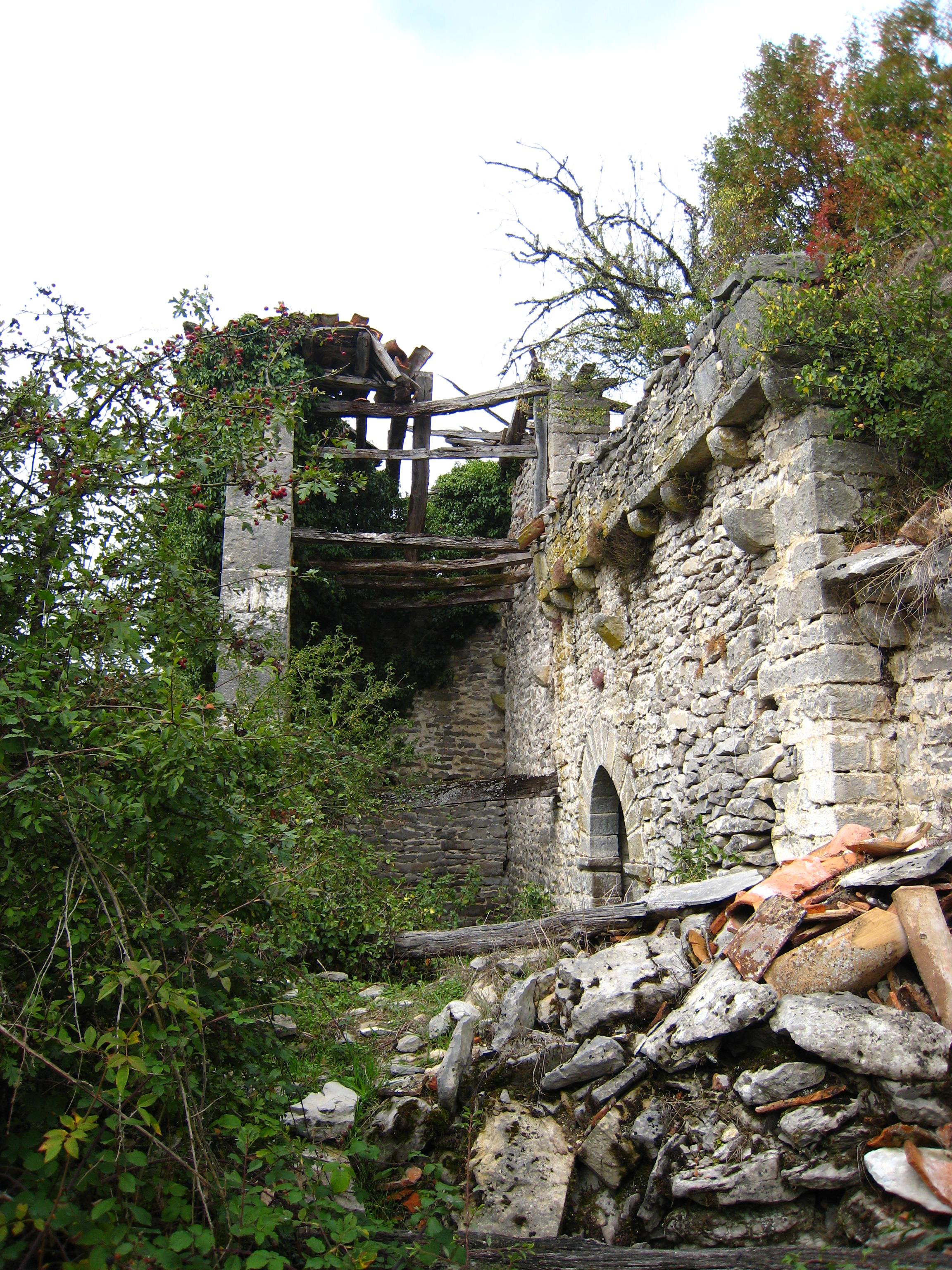
Ruinas de la iglesia de Quincoces de Suso.

En las elecciones locales de 2007 correspondientes a esta entidad local menor concurre una sola candidatura encabezada por Francisco Campillo Fernández, de la candidatura Agrupación Losina Independiente (ALI). La pedanía comprende también la localidad de Quincoces de Suso, hoy despoblada.
En las elecciones de 2019 fue elegida la primera alcaldesa en la historia de Quincoces, Marta Pereda Gardoqui, con la candidatura "Quincoces Vivo".

## Demografía
Evolución de la población
| Gráfica de evolución demográfica de Quincoces de Yuso entre 2000 y 2017 |
|                                                                         |
| Población de derecho (2000-2017) según el padrón municipal del INE      |

## Historia
Lugar de la Junta de Oteo en la Merindad de Losa perteneciente al Corregimiento de las Merindades de Castilla la Vieja, jurisdicción de realengo con regidor pedáneo.
Así se describe a en el tomo del Diccionario geográfico-estadístico-histórico de España y sus posesiones de Ultramar, obra impulsada por Pascual Madoz a mediados del siglo XIX:

Lugar de la provincia, diócesis, audiencia territorial y capitanía general de Burgos (16 leguas), partido judicial de Villarcayo (4) y ayuntamiento titulado de la Junta de Oteo, cuya capital es el pueblo de este nombre (1). Situado sobre una pequeña colina; los vientos que principalmente reinan son el N, S y O, y las enfermedades más comunes los constipados. Cuenta 40 casas; una escuela de primeras letras concurrida por 20 niños y alguna que otra niña, dotada con la retribución convencional que le pagan dichos alumnos; una iglesia parroquial matriz (Santa María) que tiene anejo a Quincoces de Suso; un cementerio al N y en paraje que domina al pueblo, y cerca de este una ermita bajo la advocación de San Pedro. Los vecinos, para beber y demás usos se proveen en verano de las aguas de una fuentecita distante ¼ de hora, y en invierno de las de un río, del cual hablaremos más abajo. Confina el término N con la peña llamada de Angulo; E Lastras de Teza; S San Llorente y Calzada, y O Cabañes y Lastras de la Torre. El terreno es secano y de buena clase; contiene montes poblados de hayas y robles, y por él corre el mencionado río, que carece de denominación, el cual sin embargo de ser bastante caudaloso en invierno, se queda seco en verano; este río nace en una cueva a distancia de ¼ de hora del lugar, y después de bañarle por los lados O y S marcha en dirección a San Llorente y Villaluenga. Los caminos se encuentran en regular estado y comunican con los pueblos de Lastras de la Torre, San Llorente, Lastras de Teza y Oteo. Correos: se reciben de la capital del partido por valijero. Producciones: trigo, cebada, avena, yeros, titos, habas, lentejas y alholvas; cría ganado lanar, yeguar y vacuno, y caza de codornices y sordas. Industria: la agrícola; durante 3 ó 4 meses principiando desde noviembre, se celebra un mercado los viernes de cada semana, presentándose en ellos con abundancia ganado de cerda. Población: 23 vecinos, 86 almas. Capital productivo: 528.400 reales. Imponible: 50.208.
Diccionario geográfico-estadístico-histórico de España y sus posesiones de Ultramar

A la caída del Antiguo Régimen, queda agregado al ayuntamiento constitucional de Junta de Oteo, en el partido de Villarcayo perteneciente a la región de Castilla la Vieja.

## Patrimonio
Iglesia del Dulce Nombre de María, puente viejo, casa en plaza de La Torre y Torre de Quincoces.

## Fiestas
Se celebran las siguientes: Semana Santa variable, 15 de mayo, 25 de julio, los dos fines de semana siguientes al 12 de septiembre, tercer sábado de noviembre.
- Santiago Apóstol: Llamado por su energía el rayo, es el patrón de España. En Quincoces el 25 de julio se pasea el santo por las calles, alzado por los mozos, y seguido por el resto del pueblo. En estas fechas se celebra, el último sábado de julio, la romería a la Cueva del Agua, que data de 1987, en memoria de cuando el pueblo fue abastecido con el agua de dicha cueva. En 1997 se organizó un desafío de bueyes contra mulos, compitiendo con dos localidades de Vizcaya; para este evento se pusieron a la venta boletos de apuestas.

- Dulce Nombre de María: Se celebran los dos fines de semana siguientes al 12 de septiembre con actos muy variados. Destacan los bailes con patatas, así como los platos preparados con este mismo ingrediente, la carrera de niños y mayores, el desfile de disfraces, el concurso de playback y el entierro del tablón, así como el campeonato de fulbito del valle. Se juega también a los bolos y a la petanca.

- Feria: Desde el año 1997 se celebra en Quincoces de Yuso, siempre el tercer sábado de noviembre, la feria agrícola, ganadera, artesanal y de la patata losina, que se convierte en la gran protagonista. Se reparten entre los asistentes raciones de guiso de patata con carne de potro.

## Parroquia
Iglesia parroquial de Santa María en el Arciprestazgo de Medina de Pomar del Arzobispado de Burgos. Comprende las siguientes localidades: Baró de Losa, Cabañes de Oteo, Calzada de Losa, Lastras de la Torre, Lastras de Teza, Quincoces de Suso, Río de Losa, San Llorente de Losa, San Martín de Losa, San Martín de Relloso, San Miguel de Relloso, San Pantaleón de Losa, Teza de Losa, Vescolides, Villaluenga de Losa y Villota de Losa.